# Esteban Cantú Jiménez
José Esteban Cantú Jiménez (27 de noviembre de 1880, Linares, Nuevo León - 14 de marzo de 1966, Mexicali, Baja California) fue un militar mexicano que participó en la Revolución mexicana, e impulsó notablemente el desarrollo de Baja California.

## Inicios
Nació en Linares, Nuevo León, el 27 de noviembre de 1880, siendo hijo de Juan Antonio Cantú y Francisca Jiménez. En 1900 se graduó como alumno del heroico Colegio Militar como teniente de caballería con especialidad en artillería y cursos de cartografía y reconocimiento terrestre. En 1901 fue oficial de la Comisión Exploradora en Veracruz; en 1902 fue instructor Chihuahua y Zacatecas; de 1903 a 1906, estuvo combatiendo yaquis en Sonora; luego estuvo en Guanajuato y Colima, bajo las órdenes del general Vito Alessio Robles.

## En la Revolución Mexicana
El 26 de junio de 1911, el mayor Cantú arribó a Baja California, en una columna expedicionaria comandada por el brigadier Manuel Gordillo Escudero, para sofocar en movimiento a favor de los Hermanos Flores Magón y sus liberales anarquistas en Tijuana. Siendo mayor, ocurrió en cuartelazo de Victoriano Huerta y reconoció al usurpador, por lo que fue ascendido a Coronel. La región permaneció al margen del turbión revolucionario, y el gobernó utilizando todos los recursos y facultades.
Al caer Victoriano Huerta pretendió presentarse y mantenerse como neutral entre los constitucionalistas y villistas, por un lado Venustiano Carranza y Francisco Villa por otro; después se pronunció a favor de Francisco Villa y permaneció con él hasta su desaparición de la escena política, pues a la derrota de éste negoció su alianza con el constitucionalismo.  

## Gobierno del Distrito Norte de la Baja California
En septiembre de 1914,se nombró a Baltasar Avilés como jefe político del Distrito norte y Esteban Cantú como comandante de la guarnición militar en Mexicali. En enero de 1915, se autonombró gobernador lo cual era usual en la época, y Venustiano Carranza lo ratificó en poder adicionalmente como Comandante militar del 1 de enero de 1915 al 1 de agosto de 1920. El tiempo que duró al frente del Distrito Norte de la Baja California se caracterizó por gran dinamismo en materia de administración pública. 
Distinguió a su gobierno, la estabilidad política (fue uno de los dos gobernadores que duraron 5 años en ésa época), pues logró esquivar las diferentes filiaciones políticas, conciliar los diferentes intereses económicos en la región, tanto nacionales como extranjeros, e implantar cierta autonomía al dictar sus propias leyes e impuestos y derechos de importación. Los ingresos recabados del juego y del vicio salvaguardaron a la Baja California al permitir a Cantú actuar en forma independiente del gobierno federal. Estas concesiones no sólo le permitieron financiar su pequeña fuerza militar, sino también servicios públicos, que abarcaban desde la oficina del gobernador hasta una escuela que se construyó durante su gobierno. Se mencionan enseguida asuntos notables de su gestión:  
- El 20 de noviembre de 1915, cambió la residencia de la capital del distrito norte, de Ensenada a Mexicali.
- Transformó a Mexicali de un caserío a una incipiente ciudad de 14,599 habitantes con infraestructura.

- Inició el Registro Público de la Propiedad en Tijuana (1916)
- La moderna construcción con cemento reforzado de la Escuela Cuauhtémoc (1916) es otro ejemplo de dicho dinamismo al incorporar las técnicas del concreto reforzado.[1]
- Se sumó a la promulgación de la Constitución en 1917.
- La carretera o Camino Nacional, (Mexicali -Tecate - Tijuana - Ensenada) inaugurado el 18 de marzo de 1918[3]  que iniciaba en Mexicali, y logró conectar  a través de La Rumorosa a Tecate, y Tijuana. Fue la primera obra carretera en trazarse enteramente con el sistema métrico decimal.[4]
- El primer edificio (1919) de gobierno del Distrito Norte (1922-1977) desde donde despacharon los gobernadores hasta que Milton Castellanos Everardo decidió cederlo a la Universidad Autónoma de Baja California.[5]
- Cuartel Militar "Zaragoza."
- Cárcel Pública.
- Parque Héroes de Chapultepec.
- Urbanización de la población de Mexicali con una red calles, de agua potable y de alumbrado público y la pavimentación de las primeras calles.
- Creación de colonias agrícolas.
- Impulsó la economía mediante el juego, hipódromo y turismo extranjero.
- Orden en la inmigración de extranjeros chinos, hindús, japoneses y americanos.
- Sistema fiscal eficaz, ante los casinos y casas de juego en las ciudades fronterizas ante la ley seca de Estados Unidos, así como el avance en la explotación agrícola del campo por extranjeros.[5]

## Exilio
A la muerte de Carranza y la llegada de Adolfo de la Huerta a la presidencia de la República, dio lugar a que Cantú se inconformara y se vio obligado a renunciar el 18 de agosto de 1920 y a entregar el mando, a Luis M. Salazar. Se retiró al exilio a Los Ángeles, California, 

## Últimos Años
En 1923, fue incluido en una lista de indultados por la Procuradría General de la República. 
Volvió del exilio a Mexicali en 1925 por tres días con el deseo de contemplar el pueblo que él vio nacer, desarrollarse y crecer. En octubre de 1926 estaba de nuevo residiendo en Mexicali haciendo negocios, con poco éxito. Solicitó ser reconocido como veterano de la revolución, y trató de reingresar al ejército, habiéndole denegado ambas peticiones.
En 1946, a los 66 años, era un burócrata de bajo nivel.
Fue electo como primer senador de Baja California para el período 1954 - 1958.
Presentó en 1957 sus memorias políticas como "Apuntes históricos de Baja California Norte". Murió y fue sepultado en Mexicali, Baja California, el 14 de marzo de 1966.

## Reconocimientos
Llevan su nombre: Tres primarias, una secundaria, la Comisión de Preservación del Patrimonio Cultural, La sociedad de Historia y Cultura, Lay otras, y una calzada.